# Masakra w Kanie

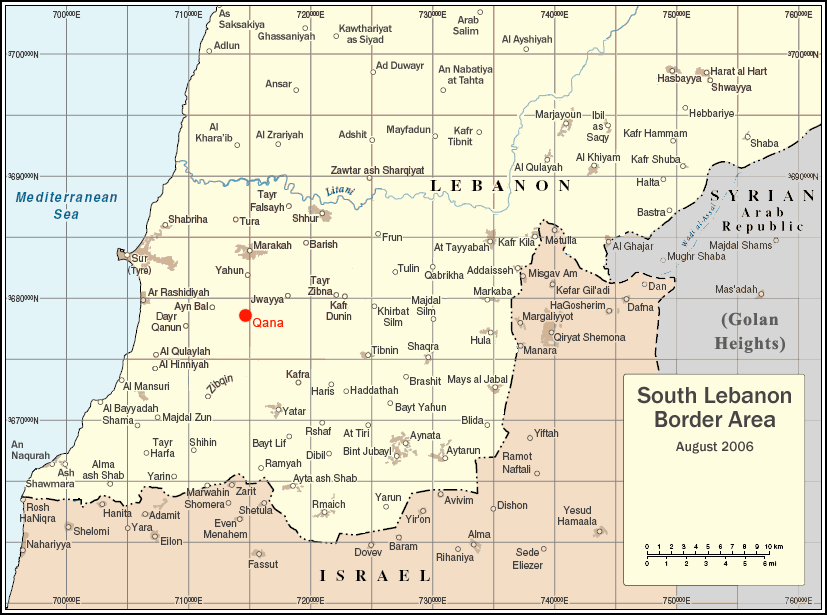
Mapa południowego Libanu z zaznaczonym położeniem Kany

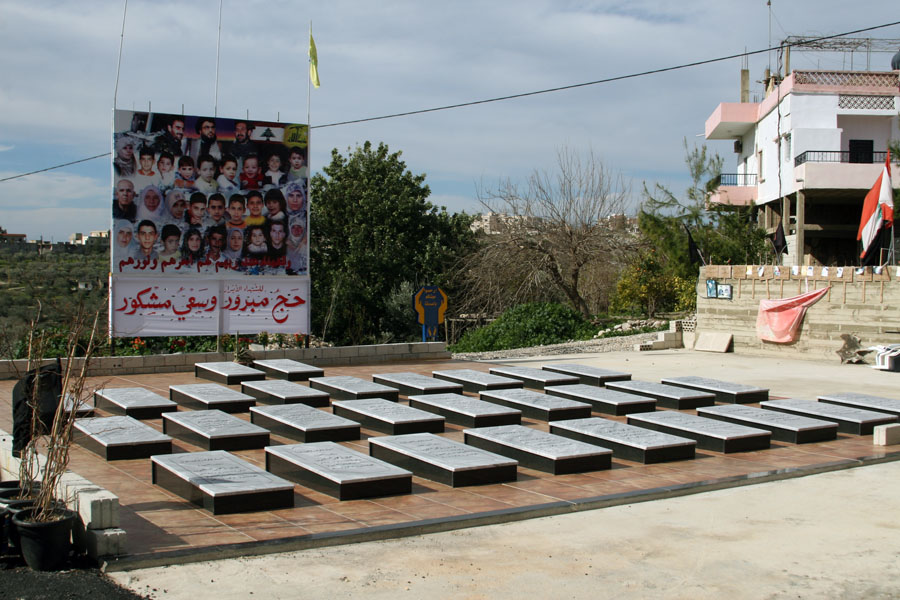
Pomnik w Kanie, upamiętniający 28 cywili, którzy zginęli w wyniku izraelskiego nalotu

Masakra w Kanie - miała miejsce 30 lipca 2006 r., podczas konfliktu izraelsko-libańskiego. Izraelskie lotnictwo wojenne zaatakowało wówczas trzypiętrowy budynek w niewielkiej miejscowości Kana w południowym Libanie. W wyniku nalotu zginęło 28 cywilów, z czego połowę z nich stanowiły dzieci. Po tym wydarzeniu Izrael wstrzymał ataki na 48 godzin, w wyniku wezwań społeczności międzynarodowej do rozejmu w walkach z Hezbollahem.
Początkowo media donosiły o śmierci 50 osób, w tym 37 dzieci, ale późniejsze informacje mówiły o 28 ofiarach (w tym 16 dzieci) i 13 osobach zaginionych.
Tuż po ataku, mieszkańcy budynku, którzy pozostali przy życiu, poszukiwali w gruzach ciał swoich bliskich i znajomych. Reportaż telewizji Arab TV pokazał zakrwawione ciała kobiet i dzieci, które zginęły w piżamach. Jak podały Siły Obrony Izraela (Cahal), atak był próbą zatrzymania ataków rakietowych katiuszy Hezbollahu na północny Izrael, jakie były wykonywane z okolic Kany przez 2 tygodnie. Izraelscy wojskowi twierdzili, że zgodnie z informacjami uzyskanymi przez nich tuż przed bombardowaniem, budynek miał być pusty. CaHaL oskarżył Hezbollah o używanie tzw. "ludzkich tarcz". Zdaniem Cahalu sam budynek znajdował się bardzo blisko terenów, z których prowadzono ostrzał terytorium Izraela.
Dla upamiętnienia ofiar masakry, 31 lipca ogłoszono dniem żałoby narodowej w Libanie.